# Tapura carinata
Espèce
Statut de conservation UICN

 VU D2 : Vulnérable
Tapura carinata est une espèce de plantes à fleurs du genre Tapura de la famille des Dichapetalaceae.